# Faulbach
Faulbach é um município da Alemanha, localizada no distrito de Miltenberg, no estado de Baviera.